# Ethel Wales
Ethel Wales est une actrice américaine née le 4 avril 1878, à Passaic, dans le New Jersey, morte le 15 février 1952, à Hollywood, en Californie.

## Biographie
Ethel Wales commence sa carrière en 1920 par le film Folie d'été (Midsummer Madness), où elle interprète le rôle de Mrs. Hicks. Suivront plus d'une centaine de film, Fancy Pants en 1950 étant le dernier.

## Filmographie partielle
- 1921 : Folie d'été (Midsummer Madness) de William C. de Mille : Mrs. Hicks
- 1921 : Le Vieux Comédien (After the Show) de William C. de Mille : la propriétaire
- 1921 : Le Fruit défendu (Forbidden Fruit) de Cecil B. DeMille : la secrétaire de Mme Mallory
- 1922 : Des gens très bien (Nice People) de William C. de Mille : Mrs. Heyfer
- 1922 : Le Réquisitoire ((Manslaughter) de Cecil B. DeMille : Une prisonnière
- 1923 : The Grail de Colin Campbell
- 1923 : The Marriage Maker de William C. de Mille
- 1923 : La Caravane vers l'Ouest (The Covered Wagon) de James Cruze : Mrs. Wingate
- 1924 : Plus de femmes ! (The White Sin) de William A. Seiter : Tante Cynthia
- 1925 : Le Monstre (The Monster) de Roland West : Mrs. Watson
- 1925 : When Husbands Flirt de William A. Wellman : Mrs Wilbur Belcher
- 1925 : Let Women Alone de Paul Powell
- 1926 : Bertha, the Sewing Machine Girl d'Irving Cummings
- 1926 : Mon oncle d'Amérique (Take It from Me) de William A. Seiter
- 1927 : Le Médecin de campagne (The Country Doctor) de Rupert Julian
- 1927 : Si nos maris s'amusent (Cradle Snatchers) de Howard Hawks
- 1927 : Almost Human de Frank Urson
- 1928 : Le Crime de monsieur Benson (Perfect Crime) de Bert Glennon : Mme Frisbie
- 1928 : Les Masques de Satan (The Masks of the Devil) de Victor Sjöström : la tante de Virginia
- 1929 : La Cadette (The Saturday Night Kid) de A. Edward Sutherland : Lily Woodruff
- 1929 : L'Affaire Donovan (The Donovan Affair) de Frank Capra : Mme Lindsey
- 1929 : The Girl in the Show d'Edgar Selwyn
- 1929 : Amour de gosses (Blue Skies), d'Alfred L. Werker
- 1930 : Love Among the Millionaires de Frank Tuttle
- 1931 : Le Code criminel (The Criminal Code) de Howard Hawks : Katie Ryan
- 1931 : The Flood de James Tinling : Tante Constance
- 1931 : Gold Dust Gertie de Lloyd Bacon : secrétaire d'Arnold
- 1932 : Le Treizième Invité (The Thirteenth Guest) d'Albert Ray : Tante Jane Thornton